# DigitalBridge
DigitalBridge Group, Inc., anciennement Colony Capital, LLC de 1991 à 2015, Colony Capital, Inc. de 2015 à 2017 puis du 25 juin 2018 au 22 juin 2021 et Colony NorthStar, Inc. de 2017 au 25 juin 2018, est une firme internationale de fonds d'investissement privés basée à Los Angeles (Californie, États-Unis).
Son fondateur est Thomas J. Barrack, Jr. (en). Son président pour l'Europe est Nadra Moussalem.

## Historique
La société, fondée en 1991 sous le nom de Colony Capital, officie principalement dans le domaine immobilier et dans des opérations de coentreprise. Elle possède entre autres de nombreux casinos aux États-Unis, des chaînes hôtelières,  et a été détentrice du club de football du Paris Saint-Germain, de la chaîne de restauration Buffalo Grill, et du domaine viticole Château Lascombes (grand cru classé de Margaux) revendu dix fois plus cher dix ans plus tard (200 millions d'euros pour 110 hectares).
Le 11 avril 2006, Colony Capital signe un accord de vente avec le Groupe Canal+ pour racheter le Paris Saint-Germain Football Club aux côtés du fonds d'investissement français Butler Capital Partners et de la banque américaine Morgan Stanley. Le 20 juin de la même année, le fonds d'investissement américain acquiert officiellement 33,33% des parts du club français.
De 2007 à 2017 elle detient 9,1 % du capital de Carrefour avec le groupe Arnault .
Le 11 janvier 2008, Walter Butler, un des principaux actionnaires du Paris Saint-Germain (PSG), annonce céder 29,16 % des parts du club sur les 33,33 % qu'il possède à Colony Capital, qui devient ainsi l'actionnaire majoritaire avec 62,5 %.
En 2008, Colony Capital verse 22,5 millions de dollars pour racheter le prêt du Ranch de Neverland, l'ancienne propriété de Michael Jackson,,.
Le 30 juin 2009, Colony Capital a acheté toutes les parts détenues par Morgan Stanley dans le Paris Saint-Germain, Colony détient alors plus de 95 % du PSG. Enfin, en décembre 2009, une recapitalisation du club, à laquelle n'a pas participé Butler Capital Partners, augmente les parts de Colony Capital à 98,42 %.
Le 29 juillet 2010, Disney annonce la vente de Miramax Films, filiales, catalogue de films et projets inclus, pour 660 millions de $ au groupe Filmyard Holdings comprenant Ronald Tutor (en), Thomas J. Barrack, Jr. et Colony Capital.
Le 30 juin 2011, Colony Capital a revendu près de 70 % de ses parts du PSG à Qatar Sports Investments (QSI), une filiale du fonds d'investissement souverain Qatar Investment Authority,. Le 6 mars 2012, QSI rachète les 29 % de parts qui restaient à Colony Capital du PSG,.
En 2014, Colony Capital acquiert une partie des 126 galeries commerciales du groupe Carrefour, à travers la société foncière Carmila[réf. nécessaire].
Colony Capital compte en 2018 parmi les principaux bénéficiaires du rachat des fonds du groupe Abraaj, placé en liquidation judiciaire en raison de ses activités crapuleuses
En juillet 2019, le fonds d'investissement Colony Capital annonce qu'il a convenu d'acquérir la holding de Digital Bridge, et que dans les négociations, il est prévu que Marc Ganzi, cofondateur de Digital Bridge, devienne le PDG de Colony Capital dans environ 18 à 24 mois, succédant à Thomas J. Barrack, Jr. (en), qui est également un proche de Donald Trump,.

## Principaux actionnaires
Au 27 juin 2022:
| The Vanguard Group, Inc.                                    | 12,3% |
| The Baupost Group LLC                                       | 5,11% |
| Capital Research & Management Co. (International Investors) | 4,79% |
| Capital Research & Management Co. (World Investors)         | 4,79% |
| The Caisse de dépôt et placement du Québec                  | 4,65% |
| SSgA Funds Management, Inc.                                 | 3,41% |
| Cohen & Steers Capital Management, Inc.                     | 3,17% |
| BlackRock Fund Advisors                                     | 2,61% |
| T. Rowe Price Associates, Inc. (Investment Management)      | 2,46% |
| MSD Partners LP                                             | 2,01% |

## Participations
Colony  est ou a été actionnaire d'une multitude de sociétés, parmi les plus connues :
- Secteur de la vente[17] :
  - BUT
  - Meadowlands Xanadu (en)
  - Punch Taverns Group
  - Great Mall of the Bay Area (en)
  - Cypress Creek Station (en)
- Secteur hôtelier[18]
  - Accor
  - Taghazout (7 hotels) Maroc
  - Novotel Paris Tour Eiffel
  - Hôtel Savoy à Londres
  - Hôtel Stanhope (en) à New York
  - Aman Resorts durant quelques années
  - Maranatha …
- Casinos[19]
  - plusieurs casinos à Las Vegas dont
    - Station Casinos

  - Groupe Lucien Barrière
- Banques et assurances[20] :
  - Taiwan Cooperative Bank (en)
  - Hana Bank
  - Bank of Overseas Chinese (en)
  - Korea Development Bank
  - Kamco (en)
  - Daiichi Life Portfolio
- Immeubles à[21],[22]
  - Marcoussis
  - Marseille
  - Vélizy
  - Fukuoka (Tour M)
  - Madrid
  - La Défense (Tour CB3, Tour Adria, Tour CBC)
  - Ivry-sur-Seine
  - Suresnes
  - Santa Monica
  - Massy (Essonne)
  - Pékin
  - En 2014, Colony Capital acquiert une partie des 126 galeries commerciales du groupe Carrefour, à travers la société foncière Carmila.
- Divers[23]
  - Paris Saint-Germain Football Club
  - Centre de recherche contre le cancer à Toulouse
  - Vin de Margaux Château Lascombes